# Bonbon Napoléon

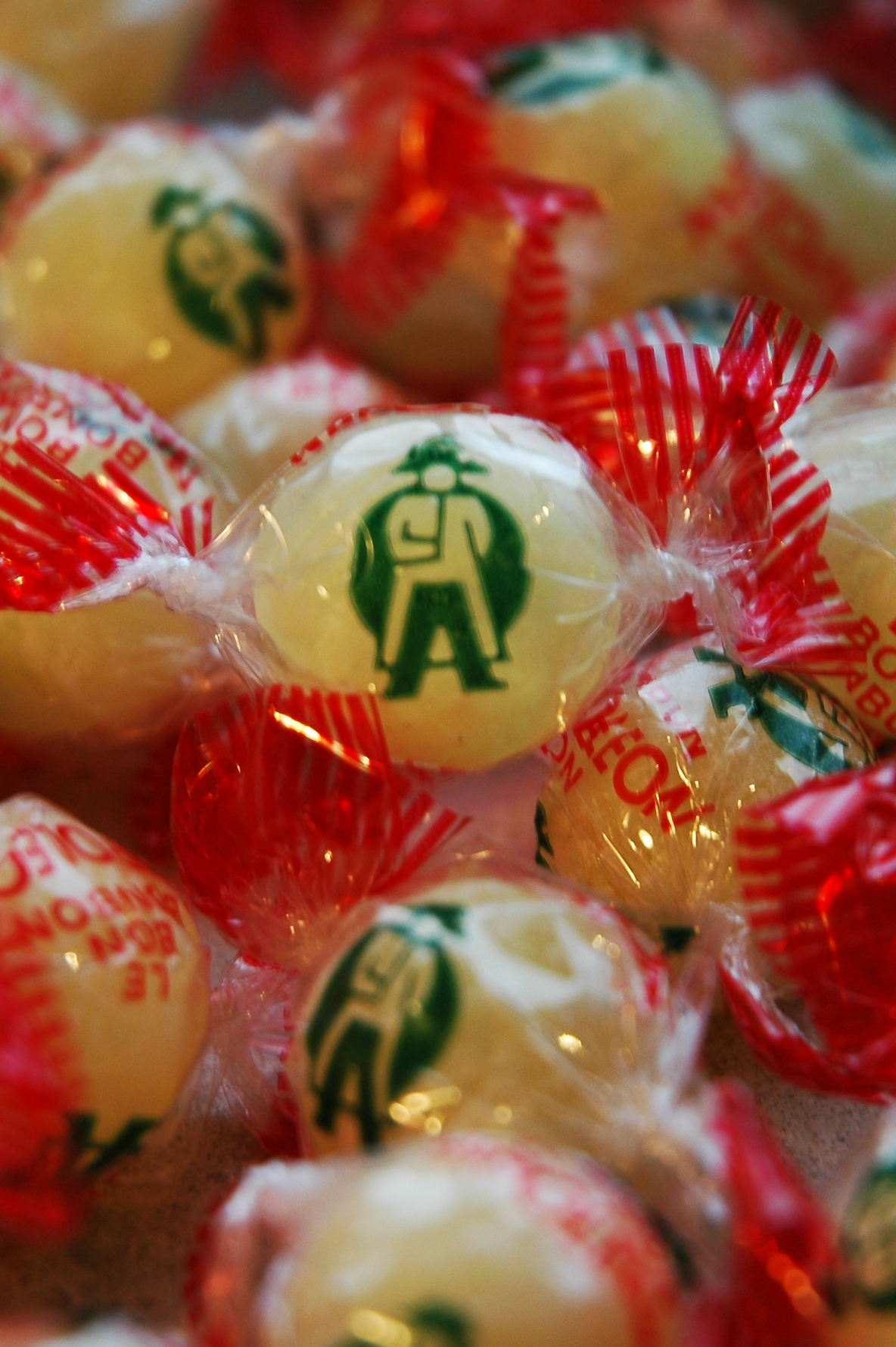
Le Bon bonbon Napoléon.

Le Bonbon Napoléon est un petit bonbon belge au cœur acidulé d'origine anversoise et actuellement fabriqué à Breskens, aux Pays-Bas.
Il n'est vendu qu'au Benelux et dans le nord de la France ainsi que dans certains supermarchés Leclerc. Il est disponible, en plus du citron originel, à la réglisse, crème caramel, framboise, orange, cappuccino, pomme, cola et mélange de fruits.